# Yu Yangyi
Yu Yangyi (Chinees: 余泱漪) (Huangshi, 8 juni 1994) is een Chinese schaker. Zijn familienaam is Yu; Yangyi is zijn voornaam. In 2009 werd hem door de FIDE de Grootmeestertitel (GM) toegekend. Hij was toen 14 jaar, 11 maanden en 23 dagen oud. In december 2014 won hij het eerste Qatar Masters Open toernooi en versloeg hij onder meer grootmeesters zoals Vladimir Kramnik and Anish Giri.
Hij was onderdeel van het Chinese team dat goud won op de 41e en 43e Schaakolympiade in 2014 en 2018. Tevens was hij deel van het team waarmee China goud won op het Wereldkampioenschap schaken voor landenteams in 2015. In 2014 won hij tijdens de Schaakolympiade een gouden medaille voor zijn individuele prestaties op bord 3 met een TPR van 2912.
Naast het schaken heeft Yu een opleiding Sporteconomie afgerond aan de Beijing Sports University.

## Toernooiprestaties
- Van 24 oktober tot 2 november in 2003 werd het World Youth Chess Championship (under-10) gehouden in Halkidiki, Griekenland. Hij scoorde 8½ uit 11, gedeeld tweede[2]
- Van 3 tot 14 november in 2004: World Youth Chess Championship (Under-10) in Heraklio, Kreta, Griekenland. Hij scoorde 9 uit 11 en werd gedeeld eerste samen met Jules Moussard, Raymond Song en Hou Yifan (regerend wereldkampioene schaken).[3][4]
- In februari 2007: Aeroflot Open Group C in Moskou. Hij scoorde 7½ uit 9 en werd tweede.
- Van 4 tot 11 augustus 2007: Scandinavian Chess Tournament in Täby Park Hotel, Stockholm, Zweden. Met 6½ uit 9 werd hij 10de[5][6]
- In februari 2008: Aeroflot Open Group B in Moskou. Hij werd met 7 uit 9 derde.
- In february 2009: Aeroflot Open Group A2 (en Blitz toernooi) in Moskou.[7][8] Met 5½ uit 9 werd hij 20e.
- Van 12 tot 24 mei 2009: Asian Chess Championship in Subic, Filipijnen. Hij werd 3de met 6 uit 9 en een TPR van 2f 2700. Door deze prestatie wist hij zich te kwalificeren voor zijn eerste Wereldbeker in Khanty-Mansisk, Rusland in 2009.[9][10] Dit was zijn eerste grootmeesternorm.
- Van 25 tot 31 mei 2009: 2nd Subic International Open in Subic Bay Free Port. Hij scoorde 6 uit 9 (+3 =6 -0) met een TPR van 2653 performance en eindigde op de 9de plek.[11] Hiermee behaalde hij zijn tweede grootmeesternorm.
- Op 4 september 2009: deelname aan het 6de Dato Arthur Tan Malaysia Open Chess Championship in Kuala Lumpur. Hij scoorde 6½ uit 9.[12][13]
- In september 2009 in het Zhejiang Lishui Xingqiu Open werd hij tweede achter Lê Quang Liêm met 6½ uit 9.[14]
- In oktober 2009: World Junior Chess Championship in Puerto Madryn, Argentinië. Hij scoorde 8½ uit 13 (+7 =3 -3) met een TPR van 2618. Hij werd 7de door tie-breaks.[15]
- In november 2009: bij de Wereldbeker Schaken, Rusland, bereikte Yu de derde ronde met een grote stunt in de eerste ronde door met 1,5:0,5 te winnen van de als 16de geplaatste Sergei Movsesian,[16] en door in ronde twee te winnen van Mateusz Bartel.
- In februari 2011: Aeroflot Open, Moskou, Rusland. Gedeeld 4de tot 10de met Rustam Kasimdzhanov, Gata Kamsky, Rauf Mamedov, Ivan Cheparinov, Denis Khismatullin en Maxim Rodshtein.[17]
- In mei 2011: eerste plaats in Danzhou. Hij scoorde 7 uit 9 (+5 =4 -0) met een TPR van 2880.[18]
- In september 2013: Algemeen winnaar van de World Junior Chess Championship in 2013. Hij werd ongedeeld eerste met 11 uit 13 (+9 =4 -0) en liet Alexander Ipatov net achter hem 10½ uit 13 (+8 =5 -0). Door het wereldkampioenschap voor jongeren te winnen wist hij zich te kwalificeren voor de wereldbeker in 2015.
- In maart 2014 deed hij mee aan het Chinese kampioenschap schaken en werd eerste met een score van 7 uit 11 (+3 =8 -0) en bleef zijn landgenoot Ding Liren 7 uit 11 (+4 =6 -1) in tie-breaks voor. Hij maakte indruk door te winnen van Liu Qingnan, Wei Yi en Zeng Chonsheng.
- In april 2014 nam hij deel aan het Asian Chess Championship en werd algemeen eerste met een score van 7 uit 9 (+5 =4 -0) voor Ni Hua, Rustam Kasimdzhanov en Adhiban B. Door dit toernooi te winnen won hij $6,000 US.
- In december 2014: Yu won het Qatar Masters met een score van 7½ uit 9 (+6=3-0) en versloeg voormalig wereldkampioen Vladimir Kramnik en hoogstgerangschikte Anish Giri.
- In juni 2015: Yu won het 50e Capablanca Memorial in Havana, Cuba met een score van 7 uit 10 (+5 =4 -1) en versloeg de hoogstgerangschikte Leinier Dominguez tweemaal met een TPR van 2860.
- In 2015 en in 2017 won hij met China het Wereldkampioenschap schaken voor landenteams.
- in december 2015 eindigde Yu als tweede in het Qatar Masters Open met een score van 7 uit 9 (+5 -0 =4). Hij versloeg Wesley So in de laatste ronde en verloor van Magnus Carlsen in de tiebreak.

## China Chess League
Yu Yangyi speelt voor Beijing chess club in de Chinese equivalent van de Meesterklasse, de China Chess League (CCL).